# Distretto di Grieskirchen
Il distretto di Grieskirchen è uno dei distretti dello stato austriaco dell'Alta Austria.

## Geografia antropica
Il distretto è suddiviso in 34 comuni di cui 2 con status di città e 13 con diritto di mercato.

### Città
1. Grieskirchen (4.807)
2. Peuerbach (2.234)

### Comuni mercato
1. Bad Schallerbach (3.287)
2. Gallspach (2.575)
3. Gaspoltshofen (3.609)
4. Haag am Hausruck (2047)
5. Hofkirchen an der Trattnach (1.510)
6. Kematen am Innbach (1.262)
7. Natternbach (2.338)
8. Neukirchen am Walde (1.686)
9. Neumarkt im Hausruckkreis (1.447)
10. Pram (1.840)
11. Schlüßlberg (2.998)
12. Waizenkirchen (3.660)
13. Wallern an der Trattnach (2.874)

### Comuni
1. Aistersheim (786)
2. Bruck-Waasen (2.302)
3. Eschenau im Hausruckkreis (1.176)
4. Geboltskirchen (1.412)
5. Heiligenberg (7.10)
6. Kallham (2.543)
7. Meggenhofen (1.236)
8. Michaelnbach (1.232)
9. Pollham (915)
10. Pötting (541)
11. Rottenbach (1.009)
12. Sankt Agatha (2.119)
13. Sankt Georgen bei Grieskirchen (967)
14. Sankt Thomas (460)
15. Steegen (1.124)
16. Taufkirchen an der Trattnach (2.093)
17. Tollet (871)
18. Weibern (1.587)
19. Wendling (833)

(Popolazione al 15 maggio 2001)